# 皮阿尔迪
皮阿尔迪（法語：Puihardy，法語發音：[pɥi.aʁdi]）是法国德塞夫勒省的一个市镇，属于帕尔特奈区。

## 地理
皮阿尔迪（46°31'24"N, 0°32'13"W）面积1.18 平方千米，位于法国新阿基坦大区德塞夫勒省，该省份为法国西部内陆省份，北起曼恩-卢瓦尔省，西接旺代省，南至夏朗德省和滨海夏朗德省，东临维埃纳省。
与皮阿尔迪接壤的市镇（或旧市镇、城区）包括：阿尔丹、弗尼乌、伯尼翁-蒂勒伊。

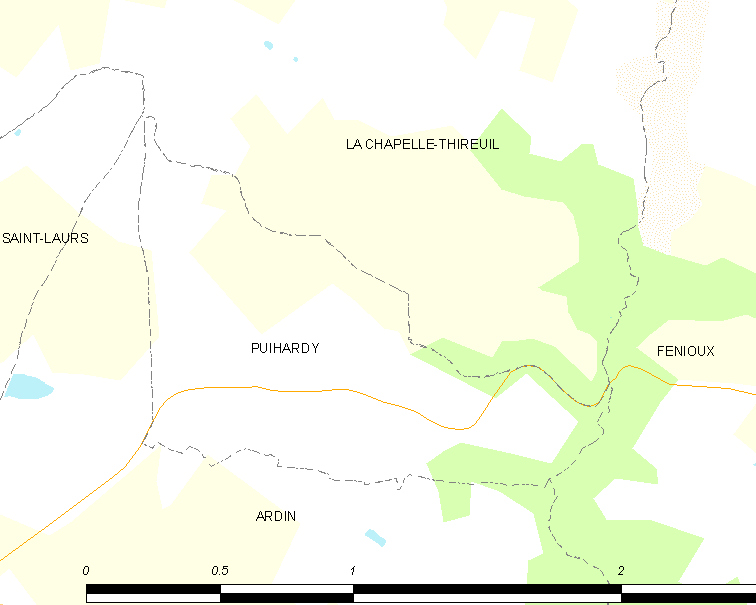
皮阿尔迪的OSM定位图

皮阿尔迪的时区为UTC+01:00、UTC+02:00（夏令时）。

## 行政
皮阿尔迪的邮政编码为79160，INSEE市镇编码为79223。

## 政治
皮阿尔迪所属的省级选区为欧蒂兹-埃格赖县。

## 人口

1962-2008年间皮阿尔迪人口变化图示

皮阿尔迪于2022年1月1日时的人口数量为63人。